# Samaghar
Samaghar är en ort i Armenien.   Den ligger i provinsen Armavir, i den västra delen av landet, 23 kilometer väster om huvudstaden Jerevan. Samaghar ligger 883 meter över havet och antalet invånare är 2 343.
Terrängen runt Samaghar är platt åt sydost, men åt nordväst är den kuperad. Terrängen runt Samaghar sluttar söderut. Runt Samaghar är det ganska tätbefolkat, med 248 invånare per kvadratkilometer.. Närmaste större samhälle är Etjmiadzin, 4,9 kilometer öster om Samaghar. 
Trakten runt Samaghar består till största delen av jordbruksmark.